# Agung Kurniawan
Agung "Leak" Kurniawan (Jember, Java, Indonesië, 14 maart 1968) is een hedendaagse Indonesische multimediakunstenaar. Hij maakte tekeningen, installatiekunst, performance en happenings en werkte regelmatig samen met makers uit het theater- en muziekveld. Kurniawan is medeoprichter en artistiek directeur van de kunstruimte Kedai Kebun Forum en in het Indonesian Visual Art Archive (IVAA) in Yogyakarta . Tegenwoordig woont en werkt hij in Yogyakarta.

## Leven en werk
In de jaren '80 en '90 startte Agung Kurniawan met de studies Archeologie aan de Gadja Mada University en Graphic Art aan het Indonesian Institute of Arts, die hij beide niet afrondde. Hij ging aan de slag als kunstenaar. In 1996 won hij een Philip Morris ASEAN Art Award en verwierf daarmee internationale bekendheid. Het werk van Kurniawan bevindt zich inmiddels in collecties over heel de wereld, zoals Singapore Art Museum (Singapore), Queensland Art Gallery (Australië), het Van Abbemuseum (Nederland) en het Stedelijk Museum Amsterdam (Nederland).
Kurniawan werkt met maatschappelijke thema's die gevoelig liggen en die vaak als taboe worden beschouwd. Volgens Kurniawan hebben kunstenaars de maatschappelijke verantwoordelijkheid om moeilijke en onderbelichte historische of sociaal-culturele onderwerpen onder de aandacht te brengen. Hij zegt: 'It’s the role of the artist to make things that are being hidden in society visible’. Vaak terugkerende thema's zijn geweld en onderdrukking, maar hij haalt ook inspiratie uit de verregaande impact van kapitalisme en modernisering op de maatschappij. Onderstaande kunstwerken zijn daar voorbeelden van.

#### Souvenirs from the Third World(1997-1999)
Eind jaren negentig vonden er ingrijpende politieke, sociale en economische veranderingen plaats in Indonesië, onder andere door de economische groei van landen als India en China. In het werk Souvenirs from the Third World onderzoek Kurniawan hoe deze veranderingen van invloed zijn op de Indonesische maatschappij, die bestaat uit een grote diversiteit aan talen, tradities en geloven en geeft hier kritiek op. In het kunstwerk Souvenirs from the Third World gebruikt Kurniawan voor het eerst een driedimensionaal medium.  Het is een omvangrijk werk dat bestaat uit meerdere delen. Op witgeverfde karretjes van straatverkopers staan kleurrijke figuren zoals mythische wezens, een clown of een buste van een militair. Bezoekers werden aangemoedigd met het werk te interacteren door dichtbij te komen en het aan te raken. De grenzen tussen kunst, handelswaar en souvenirs vervagen. Het toont de kritische attitude van Kurniawan aan ten opzichte van de internationale kunstwereld die kunst uit ontwikkelingslanden vaak niet serieus neemt.

#### Gentayangan(2017)
Een voorbeeld van Kurniawans sociaal-activistische kunst is de video-installatie Gentayangan (2017). De video is het resultaat van een theater performance getiteld Gejolak Makam Keramat, een samenwerking tussen Kurniawan en theaterregisseur Irfanuddien Ghozali. In een donkere ruimte zijn een tiental witte jurken opgehangen in een cirkelvorm. Op iedere jurk is een projectie te zien van een zingende Indonesische vrouw. Voor dit kunstwerk werkte Kurinawan samen met vrouwen die de Indonesische genocide in 1965-66 hebben overleefd. De activistische vrouwen waren lid van de communistische partij en zijn in 1965 zonder enige vorm van rechtspraak jarenlang vastgezet in concentratiekampen waar ze dwangarbeid moesten verrichten en onderworpen werden aan verhoren. Ze mochten niet met elkaar praten, dus zochten ze naar andere, verhulde manieren om met elkaar te communiceren: via traditionele zang en theater. Zo werd iedere performance een manier van verzet. Kurniawan ging als volgt te werk: "In order to work with them, he [Kurniawan] used a adapted Javanese script called Leng, which changes and adapts to actors' physical and mental condition as the script is written. In this way, the script follow the actors' remarkt rather than 'controlling' them." De video is een documentatie van de performances uitgevoerd door acteurs. Het werk gaat over sociale ongelijkheid: hoe een paar geprivilegieerden profiteren van het werk van het volk en dat onder het mom van ontwikkeling.

## Tentoonstellingen
Agung Kurniawan had wereldwijd solotentoonstellingen en nam deel aan talloze groepstentoonstellingen, voornamelijk in Indonesië, Australië en Japan. Hieronder een greep uit de exposities waaraan hij heeft meegedaan.

### 2000: Reformasi Indonesia! Protest in beeld 1995-2000
In 2000 werd de tentoonstelling Reformasi Indonesia! Protest in beeld 1995-2000 gehouden in het voormalig museum Nusantara in Delft. In de tentoonstelling wars de tekening 'Morfologische studie' van Kurniawan te zien.

### 2001:AWAS! Recent Art from Indonesia
AWAS! Recent Art from Indonesia was een internationale tentoonstelling over hedendaagse Indonesische kunst die rondreisde tussen 1999 en 2002. Ze werd georganiseerd door Cemeti Art Foundation (Yogyakarta) in samenwerking met Walter Spies Society (Keulen). Het was een politiek geëngageerde tentoonstelling. Kurniawan exposeerde daar het werk Souvenirs from the Third World (1997-1999), dat gaat over politieke, sociale en economische veranderingen op Indonesië en de internationale kunstmarkt.

### 2015: Jakarta Biënnale
In 2015 exposeerde Agung Kurniawan op de Jakarta Biënnale, die werd gecureerd door zes opkomende Indonesische curatoren en de Britse directeur van het Van Abbemuseum Charles Esche. De titel van deze editie is Maju Kena Mundur Kena: Bertinak Sekarang (Neither forward nor back: acting in the present) en liet kunst zien dat focuste op de eigentijdse sociale, economische en emotionele omstandigheden. Kurniawan exposeerde met het werk Pelacur - Pelacur Kota (Kecabulan Sebagai Pelumas Demokrasi) (Stadshoeren (obsceniteit als smeermiddel voor democratie)). Deze performance ging over moraliteit en seksualiteit in de samenleving.

### 2017: Europalia Arts Festival
In 2017 deed Agung Kurniawan mee aan een tentoonstelling voor het Europalia Arts Festival, een tweejaarlijks multidisciplinair festival dat telkens in teken staat van een ander gastland. Bij deze tentoonstelling verscheen de catalogus Power & other things: Indonesia & Art, 1835 – now. Kurniawan exposeerde het werk Gentayangan (2017), een video-installatie over een onderbelicht stuk geschiedenis van Indonesië.

### 2018:Pressing Matters
In 2018 nodigde Framer Framed, een platform voor kunst en cultuur, 24 Indonesische kunstenaars uit voor de groepstentoonstelling Pressing Matters. De tentoonstelling gaat over sociaal-politieke kwesties in Indonesië, daar sluit het werk van Kurniawan naadloos bij aan. Het beginpunt van de tentoonstelling was  Pentagonal Icositetrahedron (2017), een driedimensionaal houten object waar de kunstenaars gezamenlijk aan werkten. Kurniawan bijdrage ging over hetgeen wordt weggedrukt door censuur, schaamte of ontkenning.